# Děrné
Děrné – część miasta Fulnek w kraju morawsko-śląskim, w powiecie Nowy Jiczyn w Czechach. Jest to także gmina katastralna o powierzchni 1175,7484 ha.
Miejscowość została po raz pierwszy wzmiankowana w 1293 jako Thyerna. Położona była następnie w księstwie opawskim w dobrach panów z Kravař. Po założeniu klasztory augustynianów w Fulneku w 1389 wieś znalazła się w jego uposażeniu. W 1480 jako część klucza fulneckiego roku została przepisana do Moraw, jednak po protestach braci augustianów powróciła do księstwa opawskiego.